# 昊華駿化
昊華駿化集團有限公司，簡稱昊華駿化集團，以及昊華駿化（英語：Haohua Junhua Group Company Limited），在1967年，由當時化工部設立前身為「駐馬店地區化肥廠」，除此之外，還前身「驻马店地区化工总厂」、「驻马店地区骏马化工集团有限公司」、「河南省骏马化工集团有限公司」、「河南省骏马化工股份有限公司」、「河南骏化发展有限公司」，以及「昊华骏化集团股份有限公司」，現時由中國昊華化工集團（中國化工集團公司旗下）全資擁有。
現時業務在中國內地經營生产农用化学品、材料化学品和精细化学品等。
現時總部位於河南省驻马店市东风路94号。現任董事長為汤广斌。

## 連結
- JunhuaGroup.com （页面存档备份，存于）